# Collegio elettorale di Marano di Napoli (Camera dei deputati)
Il collegio di Marano di Napoli fu un collegio elettorale uninominale della Repubblica Italiana per l'elezione della Camera dei deputati. Apparteneva alla circoscrizione Campania 1 e fu utilizzato per eleggere un deputato nella XII, XIII e XIV legislatura.
Venne istituito nel 1993 con la cosiddetta Legge Mattarella (Legge n. 277, Nuove norme per l'elezione della Camera dei deputati), attuata in seguito al referendum abrogativo del 1993. La legge istituì per la Camera dei deputati e per il Senato della Repubblica un sistema di elezione misto, in parte maggioritario e in parte proporzionale. Il 75% dei parlamentari dell'assemblea veniva eletto in collegi uninominali tramite sistema maggioritario a turno unico; il restante 25% alla Camera veniva eletto tramite sistema proporzionale con liste bloccate.
Il collegio venne abolito insieme a tutti gli altri che costituivano la Camera con la promulgazione della legge elettorale successiva, la cosiddetta Legge Calderoli. Questa prevedeva un sistema proporzionale con premio di maggioranza, che alla Camera veniva attribuito a livello nazionale.

## Territorio
Il collegio di Marano di Napoli era uno dei 47 collegi uninominali in cui era suddivisa la Campania e, come previsto dal D.Lgs. del 20 dicembre 1993 n. 536, era interamente compreso nella provincia di Napoli e comprendeva i seguenti comuni: Calvizzano, Marano di Napoli, Melito di Napoli, Mugnano di Napoli e Qualiano.

## Eletti
| Elezione | Elezione | Deputato         | Partito                  |
| -------- | -------- | ---------------- | ------------------------ |
|          | 1994     | Tullio Grimaldi  | Progressisti (PRC)       |
|          | 1996     | Giuseppe Gambale | L'Ulivo (La Rete)        |
|          | 2001     | Ciro Alfano      | Casa delle Libertà (CCD) |

## Dati elettorali

### XII legislatura

#### Risultati proporzionale
| Coalizioni        | Coalizioni                  | Liste                                 | Liste                              | Voti   | %     |
| ----------------- | --------------------------- | ------------------------------------- | ---------------------------------- | ------ | ----- |
|                   | Progressisti                |                                       | Partito Democratico della Sinistra | 15.338 | 22,31 |
|                   | Progressisti                | Rifondazione Comunista                | 7.272                              | 10,58  |       |
|                   | Progressisti                | Federazione dei Verdi                 | 2.428                              | 3,53   |       |
|                   | Progressisti                | Partito Socialista Italiano           | 1.564                              | 2,27   |       |
|                   | Progressisti                | Alleanza Democratica                  | 1.074                              | 1,56   |       |
|                   | Progressisti                | Movimento per la Democrazia - La Rete | 531                                | 0,77   |       |
|                   | Progressisti                | Rinascita Socialista                  | 336                                | 0,49   |       |
| Totale coalizione | Totale coalizione           | 28.543                                | 41,51                              |        |       |
|                   | Polo del Buon Governo       |                                       | Forza Italia                       | 13.684 | 19,90 |
|                   | Polo del Buon Governo       | Alleanza Nazionale                    | 12.291                             | 17,88  |       |
| Totale coalizione | Totale coalizione           | 25.975                                | 37,78                              |        |       |
|                   | Patto per l'Italia          |                                       | Partito Popolare Italiano          | 4.620  | 6,72  |
|                   | Patto per l'Italia          | Patto Segni                           | 3.467                              | 5,04   |       |
| Totale coalizione | Totale coalizione           | 7.650                                 | 11,54                              |        |       |
|                   | Programma Italia            | Programma Italia                      | Programma Italia                   | 3.079  | 4,48  |
|                   | Lista Pannella              | Lista Pannella                        | Lista Pannella                     | 2.224  | 3,23  |
|                   | L'Arca                      | L'Arca                                | L'Arca                             | 286    | 0,42  |
|                   | Alleanza Meridionale        | Alleanza Meridionale                  | Alleanza Meridionale               | 272    | 0,40  |
|                   | Unione Cristiani Riformisti | Unione Cristiani Riformisti           | Unione Cristiani Riformisti        | 175    | 0,25  |
|                   | Democrazia e Rinnovamento   | Democrazia e Rinnovamento             | Democrazia e Rinnovamento          | 115    | 0,17  |
| Totale            | Totale                      | Totale                                | Totale                             | 68.756 |       |

#### Risultati uninominale
|                               | Tullio Grimaldi ✔️ Eletto | Progressisti                                      | 25 685 | 37,60 |  |  |  |  |  |
|                               | Ciro Alfano               | Polo del Buon Governo (FI - AN - CCD - UDC - PLD) | 24 578 | 35,98 |  |  |  |  |  |
|                               | Giuseppe Salatiello       | Patto per l'Italia                                | 11 323 | 16,58 |  |  |  |  |  |
|                               | Ugo Grippo                | Programma Italia                                  | 4 242  | 6,21  |  |  |  |  |  |
|                               | Luigi Montieri            | Alleanza Popolare                                 | 2 482  | 3,63  |  |  |  |  |  |
| Totale                        | Totale                    | Totale                                            | 68 310 | 100   |  |  |  |  |  |
|                               |                           |                                                   |        |       |  |  |  |  |  |
| Fonte: Ministero dell'interno |                           |                                                   |        |       |  |  |  |  |  |

### XIII legislatura

#### Risultati proporzionale
| Coalizioni        | Coalizioni                         | Liste                                     | Liste                              | Voti   | %     |
| ----------------- | ---------------------------------- | ----------------------------------------- | ---------------------------------- | ------ | ----- |
|                   | Polo per le Libertà                |                                           | Forza Italia                       | 19.093 | 26,05 |
|                   | Polo per le Libertà                | Alleanza Nazionale                        | 12.461                             | 17,00  |       |
|                   | Polo per le Libertà                | CCD-CDU                                   | 4.587                              | 6,26   |       |
| Totale coalizione | Totale coalizione                  | 36.141                                    | 49,31                              |        |       |
|                   | L'Ulivo                            |                                           | Partito Democratico della Sinistra | 15.190 | 20,73 |
|                   | L'Ulivo                            | Popolari per Prodi (PPI-SVP-PRI-UD-Prodi) | 4.546                              | 6,20   |       |
|                   | L'Ulivo                            | Rinnovamento Italiano                     | 2.685                              | 3,66   |       |
|                   | L'Ulivo                            | Federazione dei Verdi                     | 2.333                              | 3,18   |       |
| Totale coalizione | Totale coalizione                  | 24.754                                    | 33,77                              |        |       |
|                   | Progressisti                       |                                           | Rifondazione Comunista             | 9.165  | 12,50 |
|                   | Movimento Sociale Fiamma Tricolore | Movimento Sociale Fiamma Tricolore        | Movimento Sociale Fiamma Tricolore | 1.006  | 1,37  |
|                   | Lista Pannella - Sgarbi            | Lista Pannella - Sgarbi                   | Lista Pannella - Sgarbi            | 866    | 1,18  |
|                   | Partito Socialista                 | Partito Socialista                        | Partito Socialista                 | 653    | 0,89  |
|                   | Democrazia Sociale                 | Democrazia Sociale                        | Democrazia Sociale                 | 570    | 0,78  |
|                   | Sviluppo - Legalità                | Sviluppo - Legalità                       | Sviluppo - Legalità                | 136    | 0,19  |
| Totale            | Totale                             | Totale                                    | Totale                             | 73.291 |       |

#### Risultati uninominale
|                               | Giuseppe Gambale ✔️ Eletto | L'Ulivo             | 36 951 | 50,49 |  |  |  |  |  |
|                               | Fabrizio Iacono            | Polo per le Libertà | 31 817 | 43,47 |  |  |  |  |  |
|                               | Giuseppe Totaro            | Fiamma Tricolore    | 3 119  | 4,26  |  |  |  |  |  |
|                               | Giuseppe Visconti          | Democrazia Sociale  | 1 305  | 1,78  |  |  |  |  |  |
| Totale                        | Totale                     | Totale              | 73 192 | 100   |  |  |  |  |  |
|                               |                            |                     |        |       |  |  |  |  |  |
| Fonte: Ministero dell'interno |                            |                     |        |       |  |  |  |  |  |

### XIV legislatura

#### Risultati proporzionale
| Coalizioni        | Coalizioni              | Liste                                 | Liste                   | Voti   | %     |
| ----------------- | ----------------------- | ------------------------------------- | ----------------------- | ------ | ----- |
|                   | Casa delle Libertà      |                                       | Forza Italia            | 34.022 | 39,43 |
|                   | Casa delle Libertà      | Alleanza Nazionale                    | 10.035                  | 11,63  |       |
|                   | Casa delle Libertà      | CCD-CDU                               | 2.894                   | 3,35   |       |
|                   | Casa delle Libertà      | Nuovo PSI                             | 951                     | 1,10   |       |
| Totale coalizione | Totale coalizione       | 47.902                                | 55,51                   |        |       |
|                   | L'Ulivo                 |                                       | Democratici di Sinistra | 11.562 | 13,40 |
|                   | L'Ulivo                 | La Margherita (Dem - PPI - RI- UDEUR) | 7.122                   | 8,25   |       |
|                   | L'Ulivo                 | Il Girasole (FdV - SDI)               | 2.777                   | 3,22   |       |
|                   | L'Ulivo                 | Comunisti Italiani                    | 2.205                   | 2,56   |       |
| Totale coalizione | Totale coalizione       | 23.666                                | 27,43                   |        |       |
|                   | Rifondazione Comunista  | Rifondazione Comunista                | Rifondazione Comunista  | 5.545  | 6,43  |
|                   | Lista Di Pietro         | Lista Di Pietro                       | Lista Di Pietro         | 4.036  | 4,68  |
|                   | Democrazia Europea      | Democrazia Europea                    | Democrazia Europea      | 2.757  | 3,19  |
|                   | Lista Pannella - Bonino | Lista Pannella - Bonino               | Lista Pannella - Bonino | 1.107  | 1,28  |
|                   | Fiamma Tricolore        | Fiamma Tricolore                      | Fiamma Tricolore        | 911    | 1,06  |
|                   | Forza Nuova             | Forza Nuova                           | Forza Nuova             | 188    | 0,22  |
|                   | Paese Nuovo             | Paese Nuovo                           | Paese Nuovo             | 114    | 0,13  |
|                   | Abolizione scorporo     | Abolizione scorporo                   | Abolizione scorporo     | 66     | 0,08  |
| Totale            | Totale                  | Totale                                | Totale                  | 86.292 |       |

#### Risultati uninominale
|                               | Ciro Alfano ✔️ Eletto | Casa delle Libertà | 35 364 | 40,58 |  |  |  |  |  |
|                               | Angelo Cirasa         | L'Ulivo            | 28 262 | 32,43 |  |  |  |  |  |
|                               | Pasquale Galdiero     | Democrazia Europea | 11 104 | 12,74 |  |  |  |  |  |
|                               | Pasquale Bove         | Lista Di Pietro    | 10 089 | 11,58 |  |  |  |  |  |
|                               | Vittorio Trupiano     | Fiamma Tricolore   | 2 331  | 2,67  |  |  |  |  |  |
| Totale                        | Totale                | Totale             | 87 150 | 100   |  |  |  |  |  |
|                               |                       |                    |        |       |  |  |  |  |  |
| Fonte: Ministero dell'interno |                       |                    |        |       |  |  |  |  |  |